# Конкомба
Конкомба (кокомба, комба, коквамба, кпанкпам, конко, пангпана) (самоназвание бекпокпам) — народ северных областей Ганы и верховьев реки Оти в Того, подразделяется на субэтнические группы: бемокпим, бечабоб, бегбим, бенафиаб, беквом и др. Численность в Гане 200 тыс. человек, в Того 100 тыс. человек.

## История
В XVII веке представители народа создали раннеполитическое образование Конкомба, которое просуществовало до начала XX века, являясь данником Конфедерации Аманти с 1745 по 1874 г. В 20-х годах XX столетия наблюдалась неустойчивость в системе различных структур — от семьи до целого клана, наделенного политическими функциями. Данная нестабильность уменьшала период существования поколений: многие мужчины обручались с малолетними девочками, в связи с чем женитьбы до 35 — 40 лет других представителей мужского пола были большой редкостью. Из-за столь позднего возраста вступления в брак лишь некоторые главы семейств доживали до женитьбы сыновей и появления у них собственных детей (Tait 1956: 220).

## Язык
Говорят на языке конкомба группы гур нигеро-кордофанской семьи. Язык конкомба близок к языку гурма, поэтому представители двух данных народов, хоть и испытывая небольшие затруднения, могут общаться между собой (Tait 1954: 130).

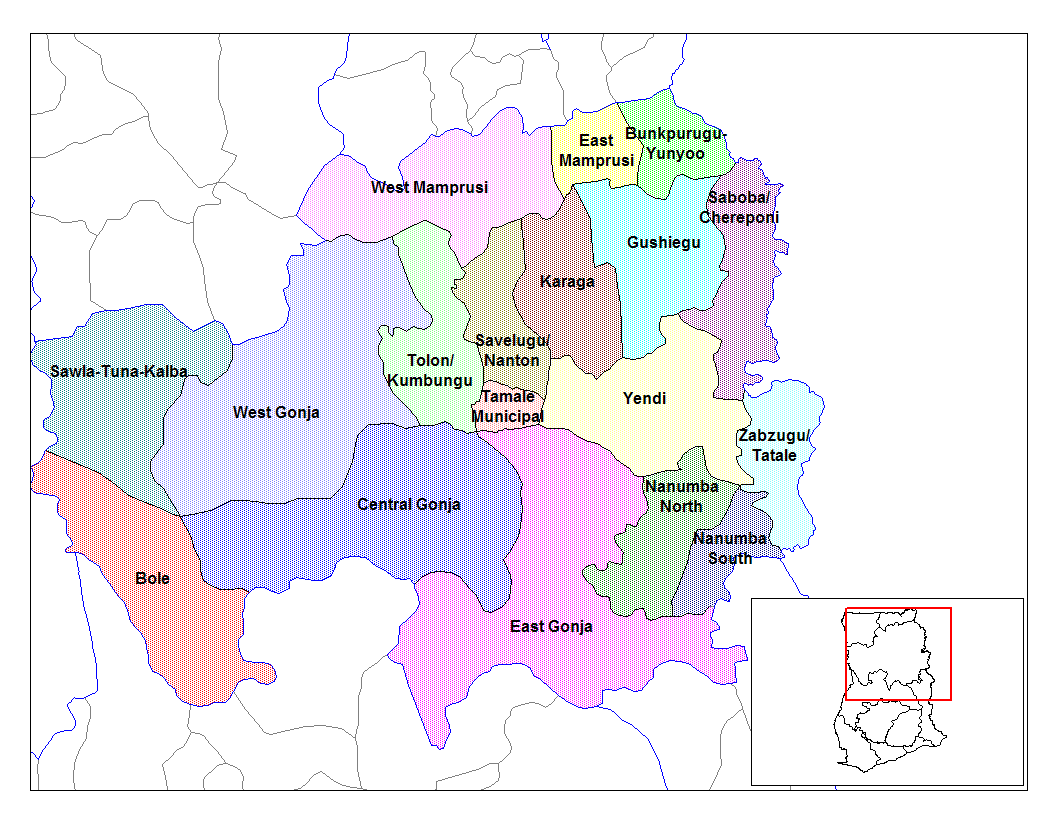
Северные области Ганы

## Религия
Конкомба придерживаются традиционных верований. Среди представителей народа есть католики, протестанты и мусульмане-сунниты. В среде конкомба развиты культы предков, земли и воды, вера в магию и ведовство, высшего духа онимборр. Значительным влиянием у них пользовались Гендаана — «хранители земли» — жрецы культа земли и прорицатели.

## Социальная организация
Традиционные социальные организации составляют деревенские общины, большие семьи, патрилинейные роды и возрастные группы. Род является важной составляющей социально-политической системы данного народа и занимает строго определенную территориальную единицу. Таким образом, при упоминании определенного объединения подразумевается район его проживания и наоборот (Tait 1953: 213). Каждый род представляет собой автономное объединение, в котором ничто не может стоять выше власти самого старшего представителя, обладающего моральной силой (Tait 1953: 216). Брачные поселения имеют вирилокальный характер. Главой семьи, самым старшим и опытным, является муж и отец семейства. Семья может быть как моногамной, так и полигамной, причем в среде конкомба полигиния распространена очень широко. Встречаются также и расширенные семьи, состоящие из числа братьев и их жен, сыновей и незамужних дочерей, или же включающие в себя мужчину, его жену, их сыновей с женами и детьми, обычно это незамужние дочери (Tait 1956: 219).

## Быт

### Традиционные хозяйственные занятия
Основная отрасль хозяйства — ручное земледелие. Конкомба выращивают ямс, просо, сорго, рис, кукуруза, бобовые. Представители народа занимаются разведением скота, однако это хозяйственное направление не является преобладающим. Нередко конкомба поручают заботу о животных ребятишкам 10 — 14 лет (Tait 1953: 213). Широкое же распространение получили охота и рыболовство, развиты кузнечное, гончарное и ткацкое ремёсла.

### Жилища
Представители народа живут в круглых глинобитных домах с конической крышей.

### Пища
Основная пища — каши и похлебки. Конкомба также употребляют рыбу, молоко и мясо.

### Одежда
Мужчины носят длинные рубахи с короткими рукавами обычно белые, либо в черную или белую полоску. Женщины предпочитают поясную одежду типа юбки.

## Интересные факты
- Представители народа никогда не отправятся куда-либо поздно ночью в одиночестве, не пройдут и 100 ярдов. Им обязательно нужно сопровождение хотя бы одного человека.
- Конкомба не едят орехи, которыми их угостили незнакомцы. Они поблагодарят, примут угощение, а затем выбросят его (Tait 1954: 67).